# Paroisse de Kingston (Nouveau-Brunswick)
Pour l’article homonyme, voir Kingston.
La paroisse de Kingston est à la fois une paroisse civile et un ancien district de services locaux (DSL) canadien de la péninsule du même nom, dans le comté de Kings, au Nouveau-Brunswick. Dans le cadre de la réforme de la gouvernance locale du 1er janvier 2023, le territoire du DSL a été réparti entre la ville de Hampton et le district rural de Fundy.

## Toponyme
La paroisse s'appelait à l'origine le canton d'Almeston, probablement d'après la ville d'Olmaston dans le Derbyshire, où naquit Sir Robert Wilmot, qui possédait une terre ici. Le canton fut plus tard renommé Amesbury, probablement en l'honneur de James Amesbury, un marchand haligonien et propriétaire terrien. Le canton fut renommé Kingston en 1784, probablement d'après Kingston, sur Long Island à New York et probablement aussi pour exprimer la loyauté envers la Couronne.

## Géographie

### Villages et hameaux
La paroisse comprend les hameaux suivants: Bedford, Centreton, Elmhurst, Erbs Cove, Grays Mills, Holderville, Kingston, Kingston Corner, Long Reach, Lower Kingston, Lower Norton, Perry Point, Reeds Point, Shampers, Waltons Lake, Whites Bluff et Whites Mills.

## Histoire
Amesbury, désormais Kingston, compte 4 familles pré-loyalistes en 1783. Ceux-ci colonisent d'abord les berges et, au fur et à mesure que la communauté grossit, l'arrière-pays. Le hameau de Kingsclear est fondé en 1783 surtout par des Loyalistes du Connecticut.
La municipalité du comté de Kings est dissoute en 1966. La paroisse de Kingston devient un district de services locaux en 1967.
L'école consolidée MacDonald est inaugurée en 1981.

## Démographie
(août 2016).
D'après le recensement de Statistique Canada, il y avait 2 817 habitants en 2001, comparativement à 2 873 en 1996, soit une baisse de 1,9 %. La paroisse compte 1 265 logements privés, a une superficie de 200,48 km2 et une densité de population de 14,1 habitants au km².
| 2001  | 2006  | 2011  | 2016  |
| ----- | ----- | ----- | ----- |
| 2 817 | 2 888 | 2 952 | 2 913 |

## Économie
Entreprise Fundy, membre du Réseau Entreprise, a la responsabilité du développement économique.

## Administration

### Comité consultatif
En tant que district de services locaux, Kingston est administré directement par le Ministère des Gouvernements locaux du Nouveau-Brunswick, secondé par un comité consultatif élu composé de cinq membres dont un président.

### Commission de services régionaux
La paroisse de Kingston fait partie de la Région 9, une commission de services régionaux (CSR) devant commencer officiellement ses activités le 1er janvier 2013. Contrairement aux municipalités, les DSL sont représentés au conseil par un nombre de représentants proportionnel à leur population et leur assiette fiscale. Ces représentants sont élus par les présidents des DSL mais sont nommés par le gouvernement s'il n'y a pas assez de présidents en fonction. Les services obligatoirement offerts par les CSR sont l'aménagement régional, l'aménagement local dans le cas des DSL, la gestion des déchets solides, la planification des mesures d'urgence ainsi que la collaboration en matière de services de police, la planification et le partage des coûts des infrastructures régionales de sport, de loisirs et de culture; d'autres services pourraient s'ajouter à cette liste.

### Représentation et tendances politiques
Nouveau-Brunswick: Kingston fait partie de la circonscription provinciale de Hampton-Kings, qui est représentée à l'Assemblée législative du Nouveau-Brunswick par Bev Harrison, du Parti progressiste-conservateur. Il fut élu 1999 puis réélu en 2003, en 2006 et en 2010.
 Canada: Kingston fait partie de la circonscription fédérale de Fundy Royal, qui est représentée à la Chambre des communes du Canada par Rob Moore, du Parti conservateur. Il fut élu lors de la 38e élection générale, en 2004, puis réélu en 2006 et en 2008.

## Vivre dans la paroisse de Kingston
L’école consolidée MacDonald, à Kingston, accueille les élèves de la maternelle à la 8e année. C'est une école publique anglophone faisant partie du district scolaire #6.
Le DSL est inclus dans le territoire du sous-district 9 du district scolaire Francophone Sud. L'école Samuel-de-Champlain de Saint-Jean est l'établissement francophone le plus proche alors que les établissements d'enseignement supérieurs les plus proches sont dans le Grand Moncton.
Kingston possède un poste d'Ambulance Nouveau-Brunswick et une caserne de pompiers. Clifton Royal et Long Reach possèdent aussi une caserne. Le bureau de poste et le détachement de la Gendarmerie royale du Canada le plus proche est à Hampton.
La paroisse compte plusieurs lieux de cultes. Il y a notamment quatre églises anglicanes, soit l'église St. Paul's et l'église All Saints à Clifton Royal, l'église Trinity de Kingston et l'église St. James de Long Reach.
Les anglophones bénéficient du quotidien Telegraph-Journal, publié à Saint-Jean, et du Kings County Records, de Sussex. Les francophones bénéficient quant à eux du quotidien L'Acadie nouvelle, publié à Caraquet, ainsi que l'hebdomadaire L'Étoile, de Dieppe.

## Culture

### Personnalités
- John Beardsley (1732-1809), prêtre anglican, mort à Kingston ;
- Sylvester Zobieski Earle (1822-1888), médecin et homme politique, né à Kingston ;
- George Valentine McInerney (1857-1908), avocat et homme politique, né à Kingston;
- Freeman Patterson (1937-), photographe et écrivain, né à Long Reach.

### Gastronomie
La sucrerie Elmhurst Outdoors est située à Erbs Cove. Le marché public de Kingston compte 70 marchands ainsi qu'un restaurant.